# بروس ديرن
بروس ديرن (بالإنجليزية: Bruce Dern) مواليد 04 يونيو 1936 في شيكاغو، إلينوي، الولايات المتحدة، هو ممثل أمريكي بدأ مسيرته الفنية عام 1960. يميل في كثير من الأحيان لأخذ الأدوار المساعدة وغالبا مايلعب دور الشرير. ظهر في أكثر من 80 فيلم. تم ترشيحه لجائزة الأوسكار عن دور في أحد الأفلام عام 1978.

## الحياة الشخصية
ولد بروس ماكليش ديرن في 4 يونيو 1936 بشيكاغو الينوي بالولايات المتحدة الأمريكية، وهو حفيد حاكم ولاية يوتاه سابقا وعمه هو الشاعر ارشيبالد ماكليش درس بروس بمدرسة بلدة نيو ترير الشرق الثانوية وقام بروس بحوالي بطولة 26 فيلم خلال 11 عاما منذ تخرجه تزوج بروس من ديان لايد عام 1960 ولديهما بنتان ثم تزوج من اندريا بيكيت عام 1969

## الأعمال

### أفلام
- إشنقهم عاليا
- البيت الزجاجي
- المخلوق العجيب ذو الرأسين
- الأحد الأسود
- جانغو متحرر
- من أعلى تلة الخشخاش
- نبراسكا (الدور: وودى جرانت)
- الحفرة (الدور: كريبى كارل)

## روابط خارجية
- بروس ديرن على موقع IMDb (الإنجليزية)
- بروس ديرن على موقع الموسوعة البريطانية (الإنجليزية)
- بروس ديرن على موقع روتن توميتوز (الإنجليزية)
- بروس ديرن على موقع مونزينجر (الألمانية)
- بروس ديرن على موقع قاعدة بيانات الأفلام العربية
- بروس ديرن على موقع ألو سيني (الفرنسية)
- بروس ديرن على موقع ميوزك برينز (الإنجليزية)
- بروس ديرن على موقع تيرنر كلاسيك موفيز (الإنجليزية)
- بروس ديرن على موقع أول موفي (الإنجليزية)
- بروس ديرن على موقع قاعدة بيانات برودواي على الإنترنت (الإنجليزية)